# Ozorków
Ozorków è una città polacca del distretto di Zgierz nel voivodato di Łódź.
Ricopre una superficie di 15,47 km² e nel 2004 contava 20 731 abitanti.